# ザ・モールみずほ16
ザ・モールみずほ16（ザ・モールみずほ16）は、かつて東京都西多摩郡瑞穂町に所在したショッピングモール。西友が運営する大型ショッピングモール「ザ・モール」の店舗の一つであった。核店舗はLIVIN ザ・モールみずほ16店。JLLモールマネジメント（当時、現：JLLリテールマネジメント）が運営管理を受託していた。店名は国道16号に由来していた。
2022年2月28日18時をもって閉店した。

## 概要
瑞穂町北部の埼玉県入間市との都県境から約1kmの位置に立地していた。国道16号（東京環状）の瑞穂バイパス北側に面し、自家用車では新青梅街道からも比較的近くアクセスは良いが、町内唯一の鉄道駅であるJR八高線箱根ケ崎駅や瑞穂町中心部からは離れた場所に立地するため、各方面からシャトルバス（無料送迎バス）を運行して集客に努めてきた。
2002年3月13日に開業し、ザ・モールの中では最も新しい店舗であったが、2022年2月28日をもって閉店した。これに伴い、ザ・モールの店舗は関東地方から消滅し、同年に一部建物のみで運営されていたザ・モール春日井も「アクロスプラザ春日井」に改称されたため、残るは東北地方のザ・モール郡山、ザ・モール仙台長町の合計2店のみとなる。

## 沿革
- 2002年3月13日 - 開業[1]。
- 2017年4月 - 「ザ・モール」「LIVIN」の運営管理を受託するJLLモールマネジメント（当時）が、ザ・モールみずほの運営受託を開始。詳細は「JLLリテールマネジメント#運営管理物件」を参照。
- 2021年9月11日 - 公式サイトで、翌2022年2月28日をもって全館閉店することが発表される[2][4][3]。
- 2022年2月28日 - 全館閉店[1][4][2][3]。

## 主なテナント
出店テナントの詳細は、外部リンク節の公式ウェブサイト（アーカイブ）を参照。
- 核店舗：LIVIN ザ・モールみずほ16店[2]
- 営業時間[注釈 1]
  - LIVIN館は、1階食品売場は24時間営業、2階・3階は10時から21時まで。
  - 専門店街1階 - 3階、フードコートは10時から21時まで。
  - レストラン「サイゼリヤ」は10時から24時までの深夜営業を行っていた。

## 交通アクセス

### 一般道・高速道路
相模原・川越方面から
- 国道16号を八王子・瑞穂方面へ
- 国道407号を日高・飯能方面へ（国道16号経由）
- 多摩大橋通りを昭島・武蔵村山方面へ（新青梅街道経由）
- 高尾街道を羽村方面へ（国道16号経由）

新宿・西東京方面から
- 青梅街道を所沢・瑞穂方面へ
- 新青梅街道を青梅・奥多摩方面へ
- 五日市街道を福生方面へ（国道16号経由）
- 所沢街道を所沢・狭山方面へ（国道16号経由）

北都留郡・甲府方面から
- 青梅街道を新宿・青梅方面へ
- 吉野街道を八王子・立川方面へ
- 甲州街道を相模湖・八王子方面へ（国道16号経由）

高速道路
- 首都圏中央連絡自動車道

青梅インターチェンジから瑞穂・入間・立川方面

### 公共交通
- 隣接する埼玉県入間市の入間市内循環バス「てぃーワゴン」が「ザ・モールみずほ16」停留所へ乗り入れていた。
- 瑞穂町コミュニティバス開業にあたり乗り入れ計画があったが、ザ・モールみずほ16の閉店発表により乗り入れはされず、最寄り停留所として「松山町西」が新設された。

### 無料シャトルバス

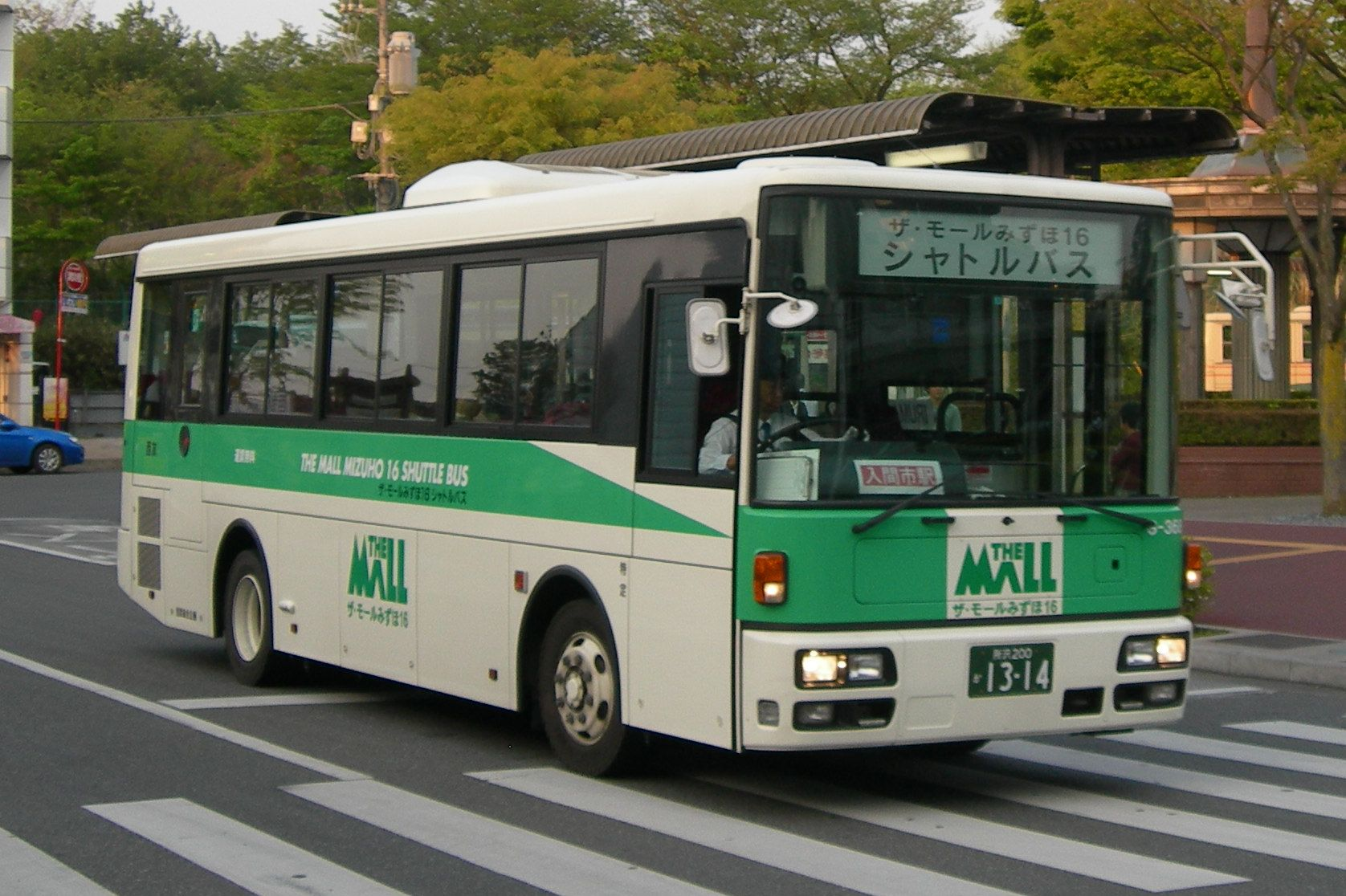
無料シャトルバス
西武総合企画の車両（ツーステップバス）

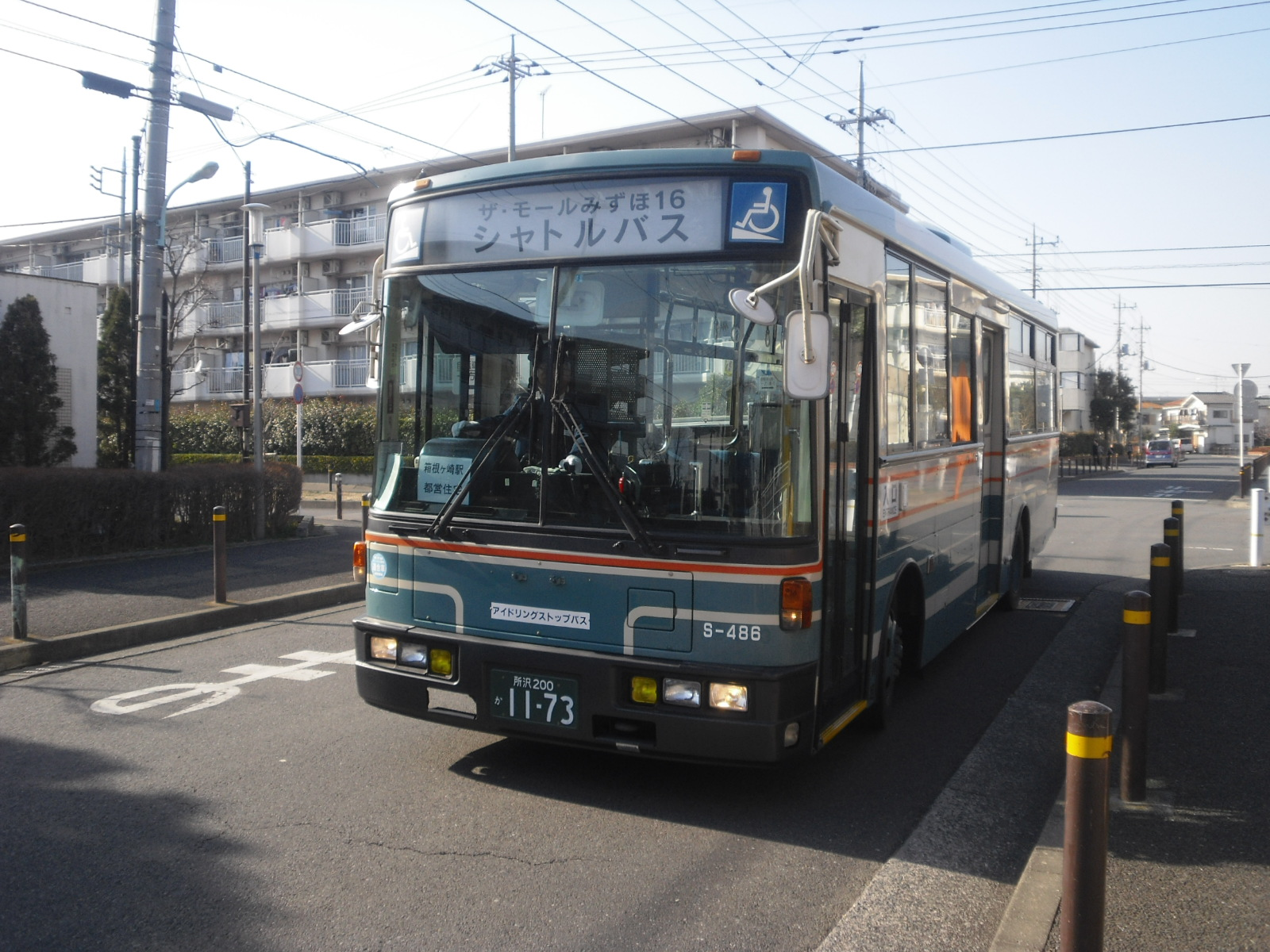
無料シャトルバス
西武バスからの移籍車（ワンステップバス）

開業当初から従業員送迎を兼ねて無料送迎バスを運行してきた。西武総合企画飯能営業所が運行受託していた。

### 発着地
- 青梅線羽村駅東口（西友羽村店前） - ザ・モールみずほ16、LIVIN館前
- 瑞穂都営住宅 - 八高線箱根ケ崎駅西口 - ザ・モールみずほ16、LIVIN館前
- 西武池袋線入間市駅南口（4番乗り場） - ザ・モールみずほ16、LIVIN館前

### 運行時間・運行間隔
- 運行時間：9時台 - 21時台
- 乗車時間：羽村便（約15分間）、箱根ケ崎便（約10分間）、入間便（約20 - 30分間）
- 運行間隔：1時間に1本程度。

### 専用車両
- いすゞ・エルガミオ（2017年2月より運用開始）

## 周辺
- 瑞穂斎場
- 東京都立瑞穂農芸高等学校
- 瑞穂町郷土資料館
- 野山北・六道山公園[8]
- みずほエコパーク[9]
- 瑞穂ビューパーク
- 東野高等学校
- 三井アウトレットパーク 入間
- 青梅スタジアム
- 岩蔵温泉